# بناز محمود
بناز محمود (کردی: به‌ناز مه‌حمود، ۱۶ دسامبر ۱۹۸۵ – ۲۴ ژانویه ۲۰۰۶) یک زن کرد عراقی ۲۰ ساله بود که در میچام، جنوب لندن، انگلستان زندگی می‌کرد. او به دستور خانواده‌اش در یک قتل ناموسی به قتل رسید، زیرا به ازدواج اجباری خشونت‌آمیز و آزاردهنده پایان داد و با شخصی به انتخاب خودش رابطه برقرار کرد. پدر، عمو و سه پسر عمویش بعداً به جرم قتل او محکوم شدند.

## زمینه

### خانواده
محمودها یک خانواده کاملاً سنتی کرد از منطقه قبیله ای روستایی Mirawdale در قلادیزه در کردستان عراق بودند. محمود بابکر محمود و همسرش بهیا یک پسر و پنج دختر داشتند.
این خانواده در سال ۱۹۹۵ زمانی که باناز ده ساله بود از انگلستان درخواست پناهندگی کردند. محمود بزرگ‌ترین چهار برادری بود که در جنوب لندن زندگی می‌کردند. اگرچه او بزرگ‌تر بود، اما سرپرستی خانواده را برادر کوچک‌ترش آری آقا محمود بر عهده گرفت.
خواهر بزرگ بناز مانند خواهر کوچکترش پیمان (همچنین با نام پایزی) که در سن ۱۶ سالگی با مردی ۱۵ سال بزرگتر از او ازدواج کرد ، ازدواج کرد. بخال، دو سال بزرگتر از بناز، در سال ۲۰۰۲ از خانه خود گریخت و مدتی را در پرورشگاه گذراند. چهار دختر بزرگ از جمله بناز مورد ختنه زنان قرار گرفتند. بخال گزارش داد که او مورد آزار جسمی و تهدید قرار گرفته‌است، زیرا با افرادی که خانواده‌اش آنها را تأیید نمی‌کردند مخلوط کرده و لباس‌ها و مدل‌های موی غربی را آزمایش کرده‌است. او گزارش داد که تلاش برای کشتن او صورت گرفته و پدرش تهدید کرده‌است که در صورت عدم بازگشت او به خانه، مادر، خواهران و خودش را خواهد کشت. بخال به جای بازگشت به خانه، مخفیانه زندگی می‌کرد، مدام در حال حرکت بود و هرگز بدون حجاب کامل از خانه بیرون نمی‌رفت. ناکامی محمود بابکر محمود در کنترل بخال به عنوان ضعف در جامعه کردی تلقی می‌شد و در نتیجه او در معرض درجه ای طرد شد.

### جدول زمانی
باناز در سن ۱۶/۱۷ سالگی مجبور به ازدواج با مردی از زادگاه خانواده قلادیزه شد. به گزارش او ۱۰ سال از او بزرگتر، بی سواد و قدیمی بود. او طرز فکر او را چیزی مربوط به «پنجاه سال قبل» توصیف کرد. او در طول ازدواجش با پلیس در تماس بود و گزارش داد که چندین بار مورد تجاوز و ضرب و شتم قرار گرفته‌است. خانواده او از خشونتی که بر او تحمیل شده بود آگاه بودند، اما به او گفتند که ترک شوهرش باعث شرمساری آنها خواهد شد. با وجود این، و با ادامه آزار، سرانجام پس از دو سال ازدواج، او را ترک کرد. او در جولای 2005 به خانه خانواده بازگشت و با شخصی به نام رحمت سلیمانی به انتخاب خود رابطه برقرار کرد.
هم عموی بناز، آری آقا محمود، و هم پدر محمود با اعمال او مخالفت کردند و به آنها اطلاع داده شد که بناز و رحمت علیرغم ادعاهایشان در رابطه با یکدیگر باقی مانده‌اند. در ۲ دسامبر ۲۰۰۵، جلسه ای در خانه آری آقا محمود برگزار شد که در آن توافق شد که هر دو به دلیل شرمساری خانواده و جامعه کشته شوند.
بنااز از ترس امنیت خود به پلیس رفت و گزارش داد که عمویش او و دوست پسرش را تهدید به قتل کرده‌است و ظاهراً پس از شنیدن تماس تلفنی بین عمو و مادرش در ۲ دسامبر از نقشه مطلع شد. در ۱۲ دسامبر، او نامه ای را به ایستگاه پلیس ویمبلدون تحویل داد که در آن نام کسانی را که ادعا می‌کرد آماده کشتن او هستند، ارائه کرد.
در شب سال نو، پلیس به کافه‌ای در ویمبلدون فراخوانده شد، جایی که باناز با حالتی مضطرب به آنجا آمده بود و گفت که پدرش قصد کشتن او را داشته‌است. او تحت تأثیر مشروبات الکلی بود که پدرش او را وادار به نوشیدن آن کرده بود، و در دستانش جراحات وارد شد و در حین فرار یک پنجره را شکست. در حالی که شاهدان باناز را پریشان و وحشت زده از کارکنان کافه و بیمارستان توصیف کردند، پلیسی که با او مصاحبه کرد، پی سی آنجلا کورنز او را باور نکرد. او از او به عنوان «دستکاری» و «ملودراماتیک» یاد کرد و می‌خواست او را به جرم شکستن پنجره متهم کند. زمانی که بناز در بیمارستان بود، شرح وقایعی را برای دوست پسرش تعریف کرد که او آن را با تلفن خود ضبط کرد و بعد به پلیس تحویل داد.
در ۲۲ ژانویه، تلاش برای ربودن رحمت سلیمانی صورت گرفت. سه نفر از افراد درگیر از جمله کسانی بودند که بناز قبلاً نام آنها را به پلیس معرفی کرده بود. هم او و هم رحمت به‌طور جداگانه این حادثه را گزارش کردند، و بناز قرار بود در ۲۴ ژانویه به ایستگاه پلیس بازگردد، اما او هرگز نرسید.

## قتل
در صبح روز ۲۴ ژانویه ۲۰۰۶، والدین باناز خانه خانواده را ترک کردند تا کوچک‌ترین دخترشان را به مدرسه ببرند و به خرید بروند و بانز را در سالن خواب رها کردند. محمد مرید حما، محمد صالح علی و عمر حسین اندکی پس از آن به ملک رسیدند. بر اساس ضبط‌های پنهانی که حما با یکی از بازدیدکنندگان در بازداشت به سر می‌برد، ضبط شده‌است، این سه نفر قبل از خفه شدن با بنداز، بیش از دو ساعت مورد تجاوز جنسی و شکنجه قرار گرفتند.
جسد بناز را در یک چمدان گذاشتند، به خانه ای در Handsworth، بیرمنگام منتقل کردند و در باغ دفن کردند.

## تحقیق و بررسی
در ۲۵ ژانویه ۲۰۰۶، سلیمانی ناپدید شد، که پس از عدم امکان تماس با او، نگران رفاه او شده بود. پلیس در ابتدا این گزارش را جدی نگرفت. پدر و مادرش خود را به عنوان خانواده ای آرام و بردبار معرفی می‌کردند و ادعا می‌کردند که باناز اغلب یک شبه بیرون می‌ماند و اصرار داشتند که او گمشده ای نیست. رحمت اصرار داشت، با این حال، «آزار و اذیت» پلیس را برای اقدام.
در نتیجه، پدر و مادر و عموی او مورد مصاحبه قرار گرفتند و خانه‌های آنها تفتیش شد. مصاحبه‌ها ناهماهنگی‌ها را در گزارش اولیه والدین او آشکار کرد و تجزیه و تحلیل سوابق تلفنی سلیمانی نشان داد که پدر باناز آن پدر و مادری که ادعا می‌کرده بود، نبوده‌است. بررسی‌های متقابل در برابر تماس‌های متعددی که بناز قبلاً با پلیس داشته‌است، آنها را قادر می‌سازد تا فهرستی از افراد مورد نظر تهیه کنند.
این تحقیقات توسط فرماندهی قتل و جرایم جدی پلیس متروپولیتن انجام شد و توسط بازرس ارشد کارآگاه کارولین گود هدایت شد. در ابتدا با این فرض که بناز زنده است و برخلاف میلش در بازداشت به سر می‌برد، عملیات جستجو و دستگیری انجام شد. یورش‌های همزمان به املاک در سراسر کشور انجام شد، اما هیچ نشانی از باناز وجود نداشت. تلفن او از اواخر روز ۲۳ ژانویه فعال نبود و حساب بانکی او دست نخورده باقی ماند.
پدر و عموی بناز به همراه دیگر مظنونان احتمالی دستگیر شدند. همه در مصاحبه‌ها همکاری نکردند و کارآگاهان با تلاش اعضای جامعه کرد برای خنثی کردن تحقیقات و محافظت از کسانی که درگیر بودند، مواجه شدند.
با وجود ممانعت از اجتماع، در ۴ فوریه ۲۰۰۶، محمد مرید حما به قتل متهم شد. عامل اصلی این تصمیم، شناسایی مثبت سلیمانی از حما به عنوان یکی از کسانی بود که قبلاً قصد ربودن او را داشته و او و بناز را تهدید به کشتن کرده بود. حما در حبس به‌طور مخفیانه در مورد نقش خود و نقش دیگران در قتل بناز و از بین بردن جسدش لاف می‌زد. او مستقیماً عموی او، آری آقا محمود، و پسرعموهایش، محمد صالح علی، عمر حسین و دانا امین را درگیر کرد. این ضبط‌ها، همراه با داده‌های ردیابی گوشی و خودرو، امکان یافتن بقایای باناز را فراهم کرد. جسد او در ۲۸ آوریل ۲۰۰۶ پیدا شد.
در ۱ می ۲۰۰۶، عموی بناز، آری آقا محمود به قتل متهم شد. چند ماه بعد، در ماه اوت، پدر بناز، محمود بابکر محمود نیز به قتل متهم شد.

### مراسم خاکسپاری
خانواده پس از اینکه در ابتدا ادعا کردند که مراسم عبادت باناز در مسجد ریجنت پارک برگزار می‌شود، به مسجدی در توتینگ راه یافتند. DCI Caroline Goode اظهار داشت: "آنها عمداً به ما دروغ گفته بودند تا از حضور ما جلوگیری کنند [...] وقتی ما [به Tooting] رسیدیم، واضح بود که برنامه‌ای برای مراسم خاکسپاری انجام نشده بود [...] خانواده صحبت کرده بودند. آن بالا بدون هیچ هشداری [. . .]. برای نماز داخل شدند و جنازه دخترشان را [...] در یک جاده فرعی رها کردند. هیچ شکی در ذهن من نیست که فقط حضور ما بود که خانواده را مجبور به برگزاری مراسم ختم کرد.»
باناز در گورستان مشترک مرتون و ساتون، موردن به خاک سپرده شد. خانواده او قبر او را بی نشان گذاشتند.
در ۲۶ ژوئن ۲۰۰۷، مراسم یادبودی برای باناز در سالن اجتماعات موردن برگزار شد و پس از آن سنگ بنای گرانیتی بر سر قبر او قرار گرفت. خانواده او در هیچ‌کدام از مراسم شرکت نکردند. خرید سنگ قبر توسط سازمان حقوق زنان ایران و کرد (IKWRO) ترتیب داده شد. افسران پلیس و دادستان ارشد، نذیر افضل، از جمله کسانی بودند که مشارکت داشتند.
هم محمد صالح علی و هم عمر حسین پس از قتل به کردستان عراق گریختند.
در اکتبر ۲۰۰۷، به اسکاتلند یارد اطلاع داده شد که علی در سلیمانیه در بازداشت به سر می‌برد، جایی که او پسر نوجوانی را در یک حادثه تصادف کشته‌است. او در ژوئن ۲۰۰۹ استرداد شد، این اولین استرداد از عراق به بریتانیا بود، اقدامی که توسط DCI گود به عنوان ایجاد «تاریخ قانونی» توصیف شد.
حسین در منطقه‌ای دورافتاده از عراق که توسط برادرانش که یکی از آنها پیشمرگه و دیگری عضو سرویس‌های امنیتی آسایش بود، پنهان شده بود. در جریان اختلاف با یکی از برادرانش در دسامبر ۲۰۰۹، او از ناحیه پا مورد اصابت گلوله قرار گرفت و زمانی که خود را به بیمارستان رساند به موقع بازداشت شد. حسین اصرار داشت که در زمان قتل بناز در بریتانیا نبوده و این یک مورد اشتباه هویتی بوده‌است، اما سوابق کمک‌های رفاهی بریتانیا و همچنین مدارک عکاسی از دستگیری قبلی خلاف آن را ثابت کرد و او به انگلستان تحویل داده شد. در مارس 2010.

## روند قانونی
اولین محاکمه از سه محاکمه مربوط به قتل بناز در ۵ مارس ۲۰۰۷ در دادگاه جنایی مرکزی آغاز شد و به مدت ۱۴ هفته به طول انجامید.
سلیمانی و بخال خواهر باناز برای دادستان شهادت دادند. در پیش از محاکمه، هر دو مورد تهدید و ارعاب از درون جامعه کرد قرار گرفتند و تحت حمایت پلیس قرار گرفتند. بخال برای محافظت بیشتر از هویت خود، با لباس عبایی و نقاب در دادگاه حاضر شد و فقط هنگام ارائه مدرک از پشت پرده، آن را برای هیئت منصفه حذف کرد.
در ژوئن ۲۰۰۷، پدر و عموی بناز به اتفاق آرا به جرم قتل مجرم شناخته شدند و به ترتیب به حبس ابد با حداقل ۲۰ سال و ۲۳ سال محکوم شدند. محمد حما مدت کوتاهی پس از شروع دادگاه به قتل اعتراف کرد و به حبس ابد با حداقل ۱۷ سال محکوم شد.
در نوامبر ۲۰۱۰، محمد صالح علی و عمر حسین به جرم قتل مجرم شناخته شدند و به ترتیب به حداقل ۲۲ و ۲۱ سال زندان محکوم شدند.
در دسامبر ۲۰۱۳، دانا امین به دلیل کمک به دفع جسد بناز مجرم شناخته شد و به هشت سال زندان محکوم شد. امین هم محکومیت و هم حکم خود را به چالش کشید. درخواست تجدیدنظر در سپتامبر ۲۰۱۴ رد شد

### محکومیت‌ها و احکام
|                                 | اعتقادات                                                  | جمله                        |
| ------------------------------- | --------------------------------------------------------- | --------------------------- |
| محمود بابکر محمود (پدر قربانی)  | آدم‌کشی                                                    | حبس ابد با حداقل مدت ۲۰ سال |
| آری آقا محمود (عموی قربانی)     | آدم‌کشی                                                    | حبس ابد با حداقل ۲۳ سال     |
| محمد مرید حما                   | آدم‌کشی                                                    | حبس ابد با حداقل مدت ۱۷ سال |
| پشتوان حما                      | توطئه برای انحراف مسیر عدالت                              | زمان ارائه شده              |
| محمد صالح علی (پسر عموی قربانی) | قتل، توطئه برای آدم‌ربایی، تهدید به قتل، انحراف مسیر عدالت | حبس ابد با حداقل ۲۲ سال     |
| عمر حسین (پسر عموی قربانی)      | قتل، توطئه برای آدم‌ربایی، تهدید به قتل، انحراف مسیر عدالت | حبس ابد با حداقل ۲۱ سال     |
| دانا امین (پسر عموی قربانی)     | انحراف مسیر عدالت، جلوگیری از دفن قانونی و شایسته قربانی  | هشت سال حبس                 |

## عواقب
تیم پلیس متروپولیتن که مسئول یافتن جسد باناز و تشکیل پرونده علیه افرادی بود که در قتل او نقش داشتند، جایزه تحقیقات کارآگاه را به خاطر کارشان دریافت کردند. بازرس ارشد کارآگاه، کارولین گود، مدال پلیس ملکه را به خاطر کارش در رهبری تحقیقات دریافت کرد.

### کمیسیون مستقل شکایات پلیس
رسیدگی به پرونده باناز توسط پلیس متروپولیتن و پلیس وست میدلندز که منجر به قتل وی شد توسط کمیسیون مستقل شکایات پلیس مورد بررسی قرار گرفت. دریافت که او «ناامید» شده بود و تهدیدهای مرگی که او گزارش کرده بود جدی گرفته نشد. نیکولا ویلیامز ، کمیسر IPCC گفت: «باناز محمود زن جوانی بود که در شرایط وحشتناکی جان خود را از دست داد. . . ] واضح است که واکنش پلیس در بهترین حالت متفاوت بود [. . .] تأخیر در تحقیقات، نظارت ضعیف، عدم درک و عدم حساسیت وجود داشت.
در نتیجه تحقیقات خود، IPCC توصیه کرد که به چندین افسر پلیس درگیر در این پرونده اخطارهای کتبی داده شود و دو افسر پلیس کلانشهر در نتیجه «بدترین نقص» در مقابل هیئت انضباطی حاضر شوند.

### هیئت انضباطی
هیئت انضباطی، که قرار بود در ۱۷ نوامبر ۲۰۰۸ تشکیل شود، مربوط به حادثه ۳۱ دسامبر ۲۰۰۵ بود، زمانی که بناز گفت که پدرش قصد کشتن او را داشته‌است، اما توسط پی سی آنجلا کورنز به عنوان «دستکاری» و «ملودراماتیک» رد شد. به تماس هیئت انضباطی قبل از اینکه بتواند تشکیل شود به عنوان شاهد کلیدی که گمان می‌رود رحمت باشد، رها شد، از شرکت در آن خودداری کرد. کورنز، و بازرس نظارتی او، «کلمات مشاوره»، کمترین مجازات انضباطی را دریافت کردند. کورنز متعاقباً ارتقاء یافت.

### رحمت سلیمانی
پس از قتل بناز، سلیمانی به حفاظت شاهد رفت. علیرغم تهدید اعضای خانواده‌اش در ایران، او در هر دو دادگاه قتل شهادت داد و خطراتی که با انجام این کار متحمل شده بود هم توسط قاضی برایان بارکر و هم پلیس تشخیص داده شد.
دی سی آی کارولین گود با اشاره به او به عنوان "یکی از دو قهرمان واقعی" در این پرونده گفت: "بدون او ما نمی‌دانستیم که باناز حتی گم شده‌است. [. . .] او جان خود را به خطر انداخت تا علیه کل جامعه خود برود و با این کار از همه چیز و هرکسی که می‌شناخت دست کشید.
سلیمانی تلاش کرد تا خود را با زندگی جدید خود و طبیعت منزوی حفاظت از شاهدان وفق دهد و ظاهراً هرگز از قتل بناز رهایی یافت. او در سال ۲۰۱۶ جان خود را از دست داد.

## در فرهنگ عامه
ماجرای باناز در فیلم مستند باناز: یک داستان عاشقانه به کارگردانی و تهیه کنندگی دیه خان در سال ۲۰۱۲ شرح داده شد.
در سال ۲۰۱۵، بازیگر/رپر Riz MC آهنگی به نام «بناز» که بر اساس داستان باناز ساخته شده بود، در میکس نوار خود Englestan منتشر کرد که در روز سنت جورج منتشر شد.
تصنیفی که توسط دختری ۱۳ ساله به روایت داستان بناز ساخته شده و در مجله خواهری منتشر شده‌است.
«عشق مثل خون» (۲۰۱۷)، از مجموعه جنایی تام تورن اثر نویسنده مارک بیلینگهام، با الهام از داستان بناز ساخته شده و به یاد او و رحمت سلیمانی تقدیم شده‌است.
یک درام دو قسمتی <i id="mwAXA">به نام افتخار</i> به بررسی قتل بناز می‌پردازد. با بازی کیلی هاوز در نقش کارولین گود، در تاریخ ۲۸ و ۲۹ سپتامبر ۲۰۲۰ در ITV نمایش داده شد